# Júnio Ânio Basso
Júnio Ânio Basso (em latim: Iunius Annius Bassus) foi um oficial romano do século IV, ativo no reinado do imperador Constantino (r. 306–337).

## Nome

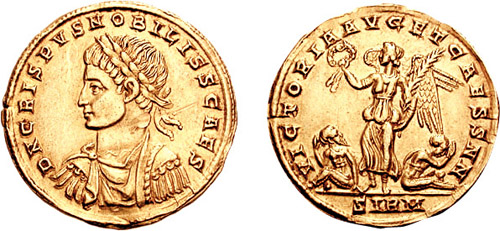
Soldo de Crispo

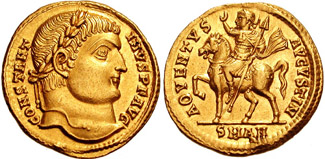
Soldo de Constantino r.

Durante a primeira metade do século IV, várias personagens aparecem com o cognome Basso. As informações relativas a cada um deles são muito parciais e muitas vezes eles são confundidos. Júnio Basso também era chamado Ânio Basso, mas se concluiu que nenhum político com esse nome realmente existia. Há outra possível confusão com Sétimo (ou Cesônio) Basso que foi cônsul em 317, uma função que combinou com a de prefeito urbano.

## Vida
Júnio era pai de Júnio Basso Teotécnio e possivelmente cristão. Ele foi prefeito pretoriano por quatorze anos como é citado numa inscrição descoberta numa base honorífica dedicada em 364 a seu filho e encontrada na vila de Júnio Basso próximo a Água Viva: filio Iuni Bassi v. c., praefecti praetorio per annos XIIII e consulis ordinari. As datas precisas do início e do fim de seu ofício não são conhecidas, mas pode ser adivinhada a partir do anúncio mencionado ad Bassum ("dirigido a Basso") que aparece em muitas leis do Código de Teodósio. Júnio toma posse entre dezembro de 317 e 320 em sucessão de Petrônio Aniano e abandona seu posto (por algum motivo desconhecido) entre o final de 331 e 334.
No início do século IV, havia dois prefeitos pretorianos no Ocidente, um era o prefeito do césar Crispo na Gália e o outro era o prefeito de Constantino. Do fim de 317 ou início de 320 até 324, Júnio assumiu cargo de prefeito ministerial de Constantino quando residiu na Ilíria. Ele teve como colegas os prefeitos de Crispo: Vécio Rufino (dezembro de 318 - agosto de 320), Rúfio Volusiano (agosto de 321) e Acílio Severo (dezembro de 322 - janeiro de 324). Depois de 324, foi responsável pelo ofício de prefeito do Ocidente (espécie de "superprefeito") para organizar as novas prefeituras da Itália e África. Parece ter se tornado o prefeito da Itália com colegas Emiliano (maio de 328) e Lúcio Pápio Pacaciano (a partir de 329). O último sucedeu-o em 331 ou 334 e ocupou o posto até 337.
Júnio torna-se cônsul anterior com Ablávio em 331, função que combinou com o cargo de prefeito. Durante este ano, construiu em Roma, no Esquilino, a basílica que tem seu nome, que ainda é famosa pela sua decoração em opus sectile, conforme atestado por inscrição anexa ao mosaico do edifício: Iunius Bassus, vc , consul ordinarius, propria impensa a solo fecit e dedicavit felicitera. Júnio talvez pode ser identificado com o Basso que era patrono de Publílio Optaciano.